# Finlands bokstiftelse
Finlands bokstiftelse (finska: Suomen kirjasäätiö) är en finländsk stiftelse
Stiftelsen, som har sitt säte i Helsingfors, grundades 1983 av Finlands förlagsförening och undervisningsministeriet i syfte att främja och stödja finländsk bok- och ordkonst. Stiftelsen är mest känd som utdelare av några betydande litteraturpris: Finlandiapriset (sedan 1984 för skönlitterära verk), Fakta Finlandia-priset (sedan 1989 för facklitteratur) och Finlandia Junior-priset (sedan 1997 för barnböcker). Till unga skribenter, abiturienter eller elever som går sista läsåret på en läroanstalt på andra stadiet, har den sedan 1984 utdelat ett pris vid namn Lilla Finlandia. Finlands bokstiftelse besluter vidare om fördelningen av de anslag för ekonomiskt olönsam men kulturellt betydelsefull litteratur som undervisningsministeriet har beviljat förläggarna sedan 1989.